# Optymalizacja doświadczenia użytkownika
Optymalizacja doświadczenia użytkownika (ang. Search Experience Optimization, SXO) – szereg technik i zabiegów z zakresu SEO oraz e-marketingu, mających na celu zamianę ruchu pozyskanego przez witrynę internetową w ruch konwertujący. Efekty SXO są łatwo mierzalne, ponieważ wyznacznikiem skuteczności prowadzonych działań jest poziom realizacji założeń określonych w KPI. Celem kampanii SXO może być, w zależności od rodzaju prowadzonej działalności: sprzedaż online (sklepy internetowe), pozyskanie danych osobowych i adresowych, subskrypcja newslettera, otrzymanie zapytania ofertowego.
Zadaniem SXO jest całościowe spojrzenie na witrynę WWW i funkcjonowanie biznesu w Internecie. SXO określane jest jako połączenie SEO z CRO (Conversion Rate Optimization). W skład działań SXO wchodzi zaawansowana analityka, która pozwala na wprowadzenie korzystnych dla witryny zmian optymalizujących doświadczenie internauty m.in. z zakresu UX, content marketingu, pozyskiwania wartościowych linków, dostosowania stron pod ruch mobile. Istotne jest, aby precyzyjnie określić grupę docelowych odbiorców oraz poznać ich intencje, co pozwoli na dokładne dopasowanie zawartości optymalizowanej witryny do ich potrzeb. Jest to szczególnie ważne dlatego, że podczas gdy SEO koncentruje się na osiągnięciu topowej pozycji witryny w wynikach wyszukiwania na poszczególne frazy, SXO oprócz tego stara się przełożyć ruch pochodzący z organicznych wyników wyszukiwania na realizację zamierzonego celu.
Model działań SXO powstał i realizowany jest w Stanach Zjednoczonych. Dzięki korzystnemu dla przedsiębiorców sposobowi spojrzenia na biznes w internecie jako na całość oraz korzystnemu systemowi rozliczeń z klientem, przez jakiś czas był elementem dyskusji w Europie i w Polsce i uważano, że zastąpi tradycyjny model SEO. W roku 2024, w związku z zaplanowanym na rok 2025 terminem wejścia w życie Europejskiej ustawy o dostępności, SXO ponownie stał się tematem dyskusji w branży SEO, w tym również na krajowych i międzynarodowych konferencjach, tym razem również z uwzględnieniem problemu dostepności.